# Suarius maroccanus
Suarius maroccanus is een insect uit de familie van de gaasvliegen (Chrysopidae), die tot de orde netvleugeligen (Neuroptera) behoort. 
Suarius maroccanus is voor het eerst wetenschappelijk beschreven door Hölzel in 1965.